# Kevin Hagen
Pour les articles homonymes, voir Hagen.
Kevin Hagen est un acteur américain né le 3 avril 1928 à Chicago, Illinois (États-Unis), mort le 9 juillet 2005 à Grants Pass (Oregon).

## Biographie
Il est notamment connu pour avoir joué le rôle du docteur Hiram Baker dans la série culte La Petite Maison dans la prairie.
Kevin Hagen est décédé le 9 juillet 2005 d'un cancer en Californie (États-Unis).

## Filmographie

### Cinéma
- 1958 : Lueur dans la forêt (The Light in the Forest) : Fiddler
- 1958 : Fusillade à Tucson (en) (Gunsmoke in Tucson) de Thomas Carr : Clem Haney
- 1959 : La Gloire et la Peur (Pork Chop Hill) : Cpl. Kissell
- 1962 : Rider on a Dead Horse : Jake Fry
- 1963 : The Man from Galveston : John Dillard
- 1964 : Rio Conchos : Blondebeard
- 1965 : Les Prairies de l'honneur (Shenandoah) : Un déserteur rebelle
- 1967 : Le Pistolero de la rivière rouge (The Last Challenge) : Frank Garrison
- 1969 : Les sentiers de la violence (The Learning Tree) : Doc Tim Cravens
- 1973 : Camper John : Ken Shaeffer
- 1973 : The Soul of Nigger Charley : Colonel Blanchard
- 1980 : Le Chasseur (The Hunter) : Un joueur de poker
- 1986 : Les coulisses du pouvoir (Power) : Un flic
- 1990 : L'ambulance (The Ambulance) : Le flic à Stables

### Télévision
- 1957 : The Gray Ghost (Série TV) : Col. Richard Price
- 1957 : Jane Wyman Presents The Fireside Theatre (Série TV) : Sam
- 1957 : Tales of Wells Fargo (Série TV) : Milt Youngman
- 1957 : Suspicion (Série T) : Un reporter
- 1957 : M Squad (Série TV) : Eddie Ferguson
- 1957 : Schlitz Playhouse of Stars (Série TV) : Jacobi
- 1957 : Badge 714 (Série TV)
- 1957-1958 : La Grande Caravane, (série télévisée)
- 1957-1959 : General Electric Theater (Série TV) : Ghost / Pete / Harry Pell
- 1958 : The Walter Winchell File (Série TV) : Whispers
- 1958 : Goodyear Theatre (Série TV) : Mzllory
- 1958-1962 : Have Gun - Will Travel (Série TV) : Ed Bosworth / Everette Webster / Jory / Judd Bowman
- 1959 : On Trial (Série TV) : Jacobi
- 1959 : Riverboat (Série TV) : John Hollister
- 1959-1963 : Laramie (Série TV) : Josh / Pete / David / Roy Bartell / Page
- 1960 : La Quatrième Dimension (The Twilight Zone) (Série TV) : épisode Requiem (Elegy) de Douglas Heyes (saison 1, épisode 20) : capitaine Weber
- 1960 : Sugarfoot (Série TV) : Sam Fields
- 1960 : Bonne chance M. Lucky (Mr. Lucky) (Série TV) : Jojo
- 1960 : The Deputy (Série TV) : Kemmer
- 1960 : Westinghouse Desilu Playhouse (Série TV) : Gilbert
- 1960 : Hotel de Paree (Série TV) : Orville Prentiss
- 1960 : Échec et mat (Checkmate) (Série TV) : Townsend
- 1960-1961 : L'Homme à la carabine (The Rifleman) (Série TV) : Billy St. John / Harry Devers
- 1961 : Outlaws (en) (Série TV) : McKinnon
- 1961 : Bat Masterson (Série TV) : Ace Williams
- 1961 : Les barons de la pègre (Cain's Hundred) (Série TV) : Charlie Chinn
- 1961 : Straightaway (en) (Série TV)
- 1961 : Cheyenne (Série TV) : Joseph Moran
- 1961-1962 : Thriller (Série TV) : Sgt. Spivak / Arno Lunt
- 1961-1962 : Les Incorruptibles (The Untouchables) (Série TV) : Swede Kelso / Jan Tobek
- 1962 : Rawhide (Série TV) : Jess Cain
- 1962 : Le Gant de velours (The New Breed) (Série TV) : Arne Halverson
- 1962 : Maverick (Série TV) : Justin Radcliffe
- 1962 : Lawman (Série TV) : Kulp / Cort Evers
- 1962 : 77 Sunset Trip (Série TV) : Henry Foster
- 1963 : The Dakotas (Série TV) : Rev. Jethroe Tolliver
- 1963 : The Gallant Men (Série TV) : Sergent Stein
- 1963 : G.E. True (Série TV) : Bud Wiley / Simms
- 1964 : La Quatrième Dimension (The Twilight Zone) (Série TV) : épisode Prends le volant (You Drive) de John Brahm (saison 5, épisode 14) : Pete
- 1966 : Au cœur du temps (Time Tunnel) (série télévisée) épisode 25 Le Retour de Machiavel (The Death Merchant) : Sergent Maddox
- 1968 : Les Mystères de l'Ouest (The Wild Wild West), (série TV) - Saison 3 épisode 22, La Nuit de l'Amnésique (The Night of the Amnesiac), de Lawrence Dobkin : Silas Crotty
- 1968 : Mission impossible  (série télévisée) - Saison 2 épisode 19 :  Le condamné : David Webster
- 1968 : Mission impossible  (série télévisée) - Saison 3 épisode 24 :  Illusion : Kurt Lom
- 1968 : Voyage au fond des mers, (série télévisée) - Saison 4 épisode 23 : Attack
- 1968-1969 : Au pays des géants (série télévisée) - Saison 1 épisodes 17, 19, 20, 21, 23, 26. - Saison 2 épisodes 05, 16, 21 de Irwin Allen : Inspecteur Kobick
- 1968 :Le Virginien saison 7 épisode 14 (Stopover) : Morgan
- 1970 : Mission impossible  (série télévisée) - Saison 5 épisode 16 : Le missile et épisode 18 :  La Maison des otages : Dave Klinger
- 1974-1983 : La Petite Maison dans la Prairie, (série télévisée) - Saison 1 à 10 : Docteur Hiram Baker
- 1976 : Sur la piste des Cheyennes (The Quest) (série télévisée) - épisode 4 - Tom Noakes
- 1981 : Shérif, fais moi peur (The Dukes of Hazzard, série TV) : Fermier Perkins
- 1987 : Matlock (Série TV) : Dr. Halvern
- 1987 : Trial by Jury (Série TV) : Un juge
- 1988 : Bonanza: The Next Generation (Téléfilm) : Nathaniel Amsted